# Felipe Esparza
Felipe de Jesus Esparza (Sinaloa, 11 de junio de 1976) es un comediante y actor mexicanoestadounidense. Comenzó a realizar stand-up en 1994. Ganó Last Comic Standing en 2010. Además, Felipe presenta un popular podcast semanal en YouTube llamado "What's up Fool".
Esparza ha presentado un podcast semanal llamado What's Up Fool? desde 2014.

## Primeros años y educación
Felipe Esparza nació en Sinaloa, México. Vivía en el rancho de la familia de su madre en Sinaloa antes de mudarse con su familia a vivir con su tía en Tijuana, donde vivieron durante unos dos años. Su padre había dejado a la familia para irse solo a los Estados Unidos. Finalmente, en los años previos a la amnistía de Reagan, Esparza emigró ilegalmente con sus dos hermanos y su madre a los Estados Unidos, viajando en el auto de un "coyote" contrabandista. Durante el viaje, los detuvieron en un puesto de control en San Clemente, California y lo retuvieron en una celda de detención con sus hermanos, separados de su madre por un corto período de tiempo. La familia fue deportada. Intentaron el viaje nuevamente, pero fueron detenidos y deportados nuevamente. Lo intentaron por tercera vez, usando pasaportes de primos que vivían en California. Cambiaron de automóvil dos veces y fueron conducidos a Carson, California . Luego fueron trasladados al barrio de Boyle Heights de Los Ángeles, donde vivía su padre. Esparza se crio en los proyectos de vivienda Aliso Village de Boyle Heights. Asistió a la escuela secundaria Theodore Roosevelt.

## Carrera
Esparza comenzó a realizar stand-up en 1994 después de una temporada en rehabilitación de drogas. Ganó Last Comic Standing en 2010.

## Vida personal
Esparza ha estado casado con Lisa Esparza desde 2012.
Ha sido vegano desde 2011.

## Filmografía

### Especiales de comedia
| Año  | Título                         | Distribuidor |
| ---- | ------------------------------ | ------------ |
| 2012 | They're Not Gonna Laugh at You | Showtime     |
| 2017 | Translate This                 | HBO          |
| 2020 | Bad Decisions                  | Netflix      |

### Películas
| Año  | Título                    | Papel             |
| ---- | ------------------------- | ----------------- |
| 2003 | El matador                | Pablo             |
| 2009 | The Deported              | Fernando          |
| 2010 | I'm Not Like That No More | Felipe Valenzuela |
| 2015 | The Fix                   | Pablo             |
| 2016 | She's Allergic to Cats    | Conductor         |
| 2018 | Taco Shop                 | Mugres            |
| 2020 | The Opening Act           | Cabbie Steve      |
| 2023 | You People                | Zminski           |

### Televisión
| Año             | Título              | Papel                  | Notas                    |
| --------------- | ------------------- | ---------------------- | ------------------------ |
| 2014-2015, 2020 | The Eric Andre Show | Él mismo/Copresentador | 6 episodios              |
| 2015            | The Shop            | Felipe                 | 7 episodios              |
| 2016            | Campus Law          | Alan                   | 2 episodios              |
| 2016-2018       | Superstore          | Cody                   | 5 episodios              |
| 2020            | Gentefied           | Crazy Dave             | Recurrente               |
| 2023            | Royal Crackers      | Oficial mexicano (voz) | Episode: "Casa de Darby" |